# 世界征服物語
『世界征服物語』（せかいせいふくものがたり）は、神代明による日本のライトノベル。イラストは如月水（全巻）、緋賀ゆかり（第2巻以降）が担当。スーパーダッシュ文庫（集英社）より2002年9月から2004年4月まで刊行された。第1回スーパーダッシュ小説新人賞大賞受賞作。

## あらすじ
縁日のくじで、『この物語はあなたの物語です』と書かれた本を入手した由真（ユマ）が本を開くと、RPG的な世界に居た。そこで陽気な魔族たちと出会う。本は、魔神デルトリアによってユマの強い望みを叶えるチャンスとして、魔人自身の復活をもって願いを叶えることができるように、下僕である魔族たちを自由に使えるようにし、自分を封印したことまでが書かれた以降は白紙のページの本である。しかし、強い望みに心当たりがなかったが、ユマはとりあえず現世に戻るべく奔走する。

## 登場人物
高梨由真（ユマ）
主人公。勝気で男勝りな性格をしている。異世界へと飛ばされて魔神デルトリアの代理人に襲名された。
ムニ
口の悪いトレジャーハンター。魔女に呪いをかけられている。
ティレク
色黒のフェアリー。代理人を補佐するナビゲート役。
タリア姫
王都シトラネウスの姫巫女。占いが得意。
リンダ
サキュバス。ユマにラブラブである。
ウィン
赤ん坊。ユマが育てることになる。

## 既刊一覧

### 小説
- 神代明（著） / 如月水（イラスト、全巻） / 緋賀ゆかり（イラスト、第2巻以降） 、集英社〈スーパーダッシュ文庫〉、全4巻
  - 『世界征服物語〜ユマの大冒険〜』2002年9月25日発売[2]、ISBN 4-08-630097-4
  - 『世界征服物語〜帰ってきた代理人〜』2003年2月25日発売[3]、ISBN 4-08-630115-6
  - 『世界征服物語〜キミと一緒に〜』2003年5月23日発売[4]、ISBN 4-08-630127-X
  - 『世界征服物語〜短編集だよ全員集合〜』2004年4月23日発売[5]、ISBN 4-08-630180-6

### 漫画
- 神代明（原作） / 緋賀ゆかり（作画） 『世界征服物語』 ジャイブ〈CR comics〉、全2巻
  1. 2005年2月14日初版発行、ISBN 4-86176-081-X
  2. 2005年8月14日初版発行、ISBN 4-86176-195-6